# Szirti pityer
A szirti pityer (Anthus crenatus) a madarak osztályának verébalakúak (Passeriformes)  rendjébe és a billegetőfélék (Motacillidae) családjába tartozó faj.
A magyar név forrással nincs megerősítve.

## Előfordulása
A Dél-afrikai Köztársaság és Lesotho területén honos.

## Életmódja
A földön keresgéli rovarokból, pókokból és a magvakból álló táplálékát.

## Szaporodása
A sziklák közé rakja fészkét. Fészekalja 2-3 tojásból áll, melyen 12-13 napig kotlik. A fiókák kirepülési ideje, még 12-13 napig tart.